# Kahin (ort i Burkina Faso)
Kahin är en ort i Burkina Faso.   Den ligger i regionen Boucle du Mouhoun, i den västra delen av landet, 210 km väster om huvudstaden Ouagadougou. Kahin ligger 293 meter över havet och antalet invånare är 1 277.
Terrängen runt Kahin är platt. Närmaste större samhälle är Mamou, 12,7 km väster om Kahin.
Omgivningarna runt Kahin är en mosaik av jordbruksmark och naturlig växtlighet. Runt Kahin är det ganska tätbefolkat, med 52 invånare per kvadratkilometer.